# Дом Павлова
Дом Па́влова (Дом Солдатской Славы, Дом Афанасьева — Павлова) — 4-этажный жилой дом, расположенный на площади Ленина в Волгограде, в котором во время Сталинградской битвы в течение 58 дней героически держала оборону группа советских бойцов. Часть историков считают, что обороной руководил старший сержант Яков Павлов, принявший командование отделением от раненого в начале боёв старшего лейтенанта Ивана Афанасьева, отсюда и название дома. Однако существует другая версия, что Павлов был командиром штурмовой группы, захватившей здание, а обороной руководил старший лейтенант И. Афанасьев.

## До войны
Четырёхэтажный с четырьмя подъездами жилой Дом Облпотребсоюза по адресу Пензенская улица, 61 на площади 9-го Января (ныне — площадь Ленина) был построен в середине 1930-х годов архитектором Сергеем Волошиновым. Этот дом считался одним из самых престижных в Сталинграде, рядом с ним располагались элитные жилые здания: Дом связистов, Дома работников НКВД, Дом Железнодорожников и другие. В доме Павлова жили специалисты промышленных предприятий и партийные работники. Рядом также находился Дом Совконтроля — будущий Дом Заболотного — зеркальная копия Дома Павлова. Эти два здания сыграют важную роль в обороне площади 9-го Января. По воспоминаниям очевидцев, цвет обоих зданий был зелёный. Между этими домами проходила ветка железной дороги к Госмельнице № 4 (мельнице Грудинина).

## Сталинградская битва
27 сентября 1942 года в результате бомбёжки немецкой авиацией погибли архитектор дома Сергей Волошинов и его беременная жена[страница не указана 1317 дней].
В районе площади 9-го Января оборонялся 42-й гвардейский стрелковый полк 13-й гвардейской дивизии. Командир полка полковник Елин поручил капитану Жукову провести операцию по захвату двух жилых домов, имевших важное значение. Были созданы две группы: группа лейтенанта Заболотного и сержанта Павлова, которые и захватили эти дома. Дом Заболотного впоследствии был выжжен и взорван наступавшими немцами. Он рухнул вместе с оборонявшими его бойцами. Разведывательно-штурмовая группа из четырёх солдат, возглавляемая сержантом Павловым (в неё вошли красноармейцы А. П. Александров, В. С. Глущенко, Н. Я. Черноголов), заняла указанный Жуковым четырёхэтажный дом (он находился на нейтральной полосе и немцев в нём не оказалось, но проникнуть в дом было тяжёлой задачей, поскольку все подходы к нему немцами плотно простреливались) и закрепилась в нём. В подвалах дома оказались мирные жители и с ними санинструктор 3-го батальона того же полка красноармеец С. С. Калинин, которого Павлов отправил с донесением в штаб полка.
На третьи сутки в дом прибыло подкрепление под командованием старшего лейтенанта Афанасьева (17 бойцов, ещё один красноармеец по дороге был ранен и вернулся на позиции полка), доставившее станковый пулемёт и 3 противотанковых ружья с боеприпасами, и дом стал важным опорным пунктом в системе обороны полка и всей 13 гв. стр. дивизии. С этого момента старший лейтенант Афанасьев стал командовать обороной здания. Через несколько дней в дом прибыла группа младшего лейтенанта А. Чернышенко (4 бойца и 2 ротных миномёта). Гарнизон подчинялся командиру 7-й стрелковой роты 42-го гвардейского стрелкового полка старшему лейтенанту И. И. Наумову, командный пункт которого был на основной позиции роты, но в Доме Павлова он часто бывал и неоднократно участвовал в отражении атак вместе с его защитниками.
В первые же ночи импровизированный гарнизон превратил дом в опорный пункт обороны (что во многом способствовало его дальнейшей успешной обороне): были заминированы подступы к зданию со стороны немецких позиций, дом обнесён проволочным заграждением, созданы вынесенные за пределы дома укрытые огневые точки, от дома к позициям полка прорыт глубокий ход сообщения для доставки боеприпасов и проведена полностью укрытая под землёй линия телефонной связи, для стрельбы были проделаны узкие амбразуры в окнах и в стенах, на каждое огневое средство бойцы подготовили несколько запасных позиций. Дом был включён в систему огневой обороны полка, подходы к нему простреливались советскими бойцами с трёх направлений и из «Дома Павлова» также простреливались подходы к соседним позициям. То есть, «Дом Павлова» не был неким отдельным изолированным объектом, как описывают иногда его оборону некоторые авторы. В нём в дни обороны бывали командир 13-й гвардейской дивизии гвардии полковник А. И. Родимцев, всё командование 42 гв сп и 3-го батальона этого полка.
По воспоминаниям Вильгельма Адама, полковник Роске говорил ему о том, что немецкие штурмовые группы захватывали нижний этаж здания, но не могли захватить его целиком. Для немцев было загадкой, как снабжался гарнизон на верхних этажах.
Особенно трудными были первые 30 дней обороны, когда немцы ежедневно пытались отбить здание. Немцы организовывали атаки по несколько раз в день. Каждый раз, когда солдаты или танки пытались вплотную приблизиться к дому, И. Ф. Афанасьев со своими товарищами встречал их шквальным огнём из подвала, окон и крыши; их поддерживали огнём с основных позиций полка. На верхнем этаже был оборудован корректировочный пункт артиллерийского огня, куда ежесуточно приходила группа артиллерийских наблюдателей во главе с офицером.
Всё время обороны дома Павлова (с 23 сентября по 25 ноября 1942 года) в подвале находились мирные жители, пока советские войска не перешли в контратаку.
Из 31 защитника дома Павлова при его обороне погибли трое — лейтенант-миномётчик А. Н. Чернышенко, сержант И. Я. Хайт и рядовой И. Т. Свирин. Были ранены, но пережили войну и Павлов, и Афанасьев.
Оборона дома продолжалась 58 дней. Каковы были потери немцев в численном отношении, источники не сообщают; да и маловероятно, чтобы в немецких донесениях могла выделяться информация о потерях именно в этом пункте. Маршал В. Чуйков писал в своих воспоминаниях: «Эта небольшая группа, обороняя один дом, уничтожила вражеских солдат больше, чем гитлеровцы потеряли при взятии Парижа».

### Защитники дома Павлова
Данные о количестве защитников колеблются от 24 до 31 (на одно имя Неизвестного солдата, оборонявшего Дом Солдатской Славы, в своё время претендовало около 50 человек). В подвалах также находились более тридцати гражданских лиц; некоторые были тяжело ранены в результате обстрелов немецкой артиллерии.
Дом Павлова с одной точки съёмки
| №  | Ф. И. О.                           | Звание/должность                                           | Вооружение       | Национальность |
| -- | ---------------------------------- | ---------------------------------------------------------- | ---------------- | -------------- |
| 1  | Павлов Яков Федотович              | сержант командир пулемётного отделения                     | пистолет-пулемёт | русский        |
| 2  | Глущенко Василий Сергеевич         | ефрейтор                                                   | ручной пулемёт   | украинец       |
| 3  | Александров Александр              | красноармеец                                               | ручной пулемёт   | русский        |
| 4  | Черноголов Никита Яковлевич        | красноармеец                                               | ручной пулемёт   | русский        |
| 5  | Афанасьев Иван Филиппович          | лейтенант командир пулемётного взвода (командир гарнизона) | пулемёт Максима  | русский        |
| 6  | Чернышенко Алексей Никифорович †   | мл. лейтенант командир отделения миномётчиков              | миномёт          | украинец       |
| 7  | Гридин Терентий Илларионович       | сержант                                                    | миномёт          | русский        |
| 8  | Воронов Илья Васильевич            | ст. сержант командир пулемётного расчёта                   | пулемёт Максима  | русский        |
| 9  | Хайт Идель Яковлевич †             | сержант                                                    | пистолет-пулемёт | еврей          |
| 10 | Иващенко Алексей Иванович          | сержант                                                    | пулемёт Максима  | украинец       |
| 11 | Свирин Иван Тимофеевич †           | красноармеец                                               | ручной пулемёт   | русский        |
| 12 | Бондаренко Михаил                  | красноармеец                                               | ручной пулемёт   | украинец       |
| 13 | Довженко Павел. И.                 | красноармеец                                               | пулемёт Максима  | украинец       |
| 14 | Собгайда Андрей                    | ст. сержант командир отделения бронебойщиков               | ПТР              | украинец       |
| 15 | Рамазанов Фаизрахман Зульбукарович | ефрейтор                                                   | ПТР              | татарин        |
| 16 | Якименко Григорий Иванович         | красноармеец                                               | ПТР              | украинец       |
| 17 | Мурзаев Талибай                    | красноармеец                                               | ПТР              | казах          |
| 18 | Турдыев Мабулат                    | красноармеец                                               | ПТР              | таджик         |
| 19 | Тургунов Камолжон                  | красноармеец                                               | ПТР              | узбек          |
| 20 | Киселёв В. М.                      | красноармеец                                               | пистолет-пулемёт | русский        |
| 21 | Мосиашвили Нико                    | красноармеец                                               | пистолет-пулемёт | грузин         |
| 22 | Сараев В. К.                       | красноармеец                                               | пистолет-пулемёт | русский        |
| 23 | Шаповалов Андрей Егорович          | красноармеец                                               | пистолет-пулемёт | русский        |
| 24 | Хохолов Гаря Бадмаевич             | красноармеец снайпер                                       | винтовка         | калмык         |

|  | Разведгруппа сержанта Павлова Я. Ф., захватившая здание |
|  | Отделение миномётчиков                                  |
|  | Пулемётный расчёт ст. сержанта Воронова И. В.           |
|  | Отделение бронебойщиков                                 |

Среди защитников гарнизона, которые находились в здании не постоянно, а лишь периодически — снайпер сержант Чехов Анатолий Иванович и санинструктор Ульянова Мария Степановна, которая бралась за оружие во время немецких атак.
В воспоминаниях А. С. Чуянова ещё значатся в защитниках дома: Степаношвили (грузин), Цугба (абхазец). В его же книге отличается и написание некоторых фамилий: Сабгайда (украинец), Мурзуев (казах).
В дальнейших боях Великой Отечественной войны погибли А. П. Александров, М. С. Бондаренко, П. И. Довженко, В. М. Киселёв, В. К. Сараев, И. Т. Свирин, А. А. Собгайда, М. Турдыев, Н. Я. Черноголов.
Фамилия Цугба оказалась в дальнейшем в списках РОА.
Последними из красноармейцев-защитников Дома Павлова во время Сталинградской битвы скончались стрелок ПТР Камолжон Тургунов из села Барданкуль Туракурганского района Наманганской области Республики Узбекистан (скончался 16 марта 2015 года на 93-м году жизни у себя на родине) и стрелок Дуйсенов Каламбай из села Мерке Жамбульской области Республики Казахстан (скончался 4 мая 2006 года).
Анатолий Николаевич Курышов, оборонявший легендарный Дом Павлова в 11 лет, — единственный живой из 25 героев, принимавших участие в этом событии, — сейчас проживает в Комсомольске-на-Амуре.
Сержанту Якову Федотовичу Павлову 27 июня 1945 года Указом Президиума Верховного Совета СССР было присвоено звание Героя Советского Союза за подвиг, совершённый ещё в Сталинграде.

## После войны
Дом, удерживаемый гарнизоном старшего лейтенанта И. Ф. Афанасьева, считается первым восстановленным зданием Сталинграда. Официально восстановление дома началось 9 июня 1943 года. С восстановления дома началось черкасовское движение. Подвиг защитников дома Павлова увековечен мемориальной стеной на торцевой стене дома со стороны площади. Надпись на ней гласит:

Этот дом в конце сентября 1942 года был занят сержантом Павловым Я. Ф. и его боевыми товарищами Александровым В. Е., Глущенко В. С., Черноголовым Н. Я. В течение сентября-ноября 1942 года дом героически защищали воины 3-го батальона 42-го гвардейского стрелкового полка 13-й гвардейской ордена Ленина стрелковой дивизии: Александров А. П., Афанасьев И. Ф., Бондаренко М. С., Воронов И. В., Глущенко В. С., Гридин Т. И., Довженко П. И., Иващенко А. И., Киселев В. М., Мосиашвили Н. Г., Мурзаев Т., Павлов Я. Ф., Рамазанов Ф.3., Сараев В. К., Свирин И. Т., Собгайда А. А., Тургунов К., Турдыев М., Хайт И. Я., Черноголов Н. Я., Чернышенко А. Н., Шаповалов А. Е., Якименко Г. И.

4 мая 1985 года на торцевой стене дома со стороны Советской улицы открыта мемориальная стена-памятник. Авторы архитектор В. Е. Масляев и скульптор В. Г. Фетисов. Надпись на мемориальной стене гласит: «В доме этом слились воедино подвиг ратный и трудовой».
Дом Павлова изображён на панораме «Разгром немецко-фашистских войск под Сталинградом».
Современный адрес: Советская улица, дом 39.